# Оксеншерна
Оксеншерна (швед. Oxenstierna) — старинный шведский дворянский род.
Происхождение их может быть прослежено до середины XIV века. Имели обширные состояния в провинциях Сёдерманланд и Уппланд.
К концу XVI века трансформировали свою фамилию Oxenstierna («Лоб быка») в созвучную Oxenstjärna («Бычья звезда») и придали ей геральдический смысл.
Представители рода:
- Оксеншерна, Аксель (1583—1654) — возможно, величайший государственный деятель в истории Швеции, риксканцлер (1612—1654) при Густаве II Адольфе и его дочери Кристине.
- Оксеншерна, Густав Габриельссон (1613—1648) — шведский администратор, член риксрода и губернатор Эстляндии, племянник предыдущего.
- граф Бенгт Габриельссон Оксеншерна (1623—1702) — губернатор Мазовии, Варшавы, Ливонии и других областей.
  - Оксеншерна, Ева Магдалена (1671—1722) — его дочь, жена шведского фельдмаршала Магнуса Стенбока.

Король Швеции Карл XVI Густаф состоит в родстве с Оксеншерна через бабушку по материнской линии, принцессу Викторию Аделаиду Шлезвиг-Гольштейнскую, чей прапрадед Фридрих Карл Людвиг, герцог Шлезвиг-Гольштейн-Зондербург-Бекский, был сыном графини Фредерики Дона-Шлобиттен, праправнучки Габриэля Бенгтссона Оксеншерна, 1-го графа Корсхольм и Васа, отца Бенгта Габриельссона и двоюродного брата Акселя Оксеншерна.
С этим родом были также в родстве и род Браге, через Маргарету Абрахамсдоттер Браге, родную сестру Пера Браге Младшего (он был Регентом Швеции дважды). Риксдротс, его супруга Кристина Катарина Стенбок (из рода Стенбок), была женой Бенгта Бенгтссона Оксеншерна до его смерти. Вторым браком вышла замуж за Юхана Оксеншерна, сына Акселя Оксеншерна. После смерти Юхана Оксеншерна Маргарета Абрахамсдоттер Браге вышла замуж за Фридриха II. Пер Браге Старший, один из представителей этого рода — двоюродный брат трёх королей (Эрика XIV, Юхана III и Карла IX) шведского королевского рода Ва́са (ранее Ва́за; швед. Vasa, Vasaätten, польск. Wazowie, лит. Vaza, Vazos), представители которого в XVI—XVII веках занимали королевские престолы Швеции и Речи Посполитой, а также Великого княжества Литовского.